# (4432) McGraw-Hill
(4432) McGraw-Hill est un astéroïde de la ceinture principale, découvert par Schelte J. Bus à Siding Spring en 1981.